# Agathis moorei
Agathis moorei là một loài thực vật hạt trần trong họ Araucariaceae. Loài này được Lindl. Mast. mô tả khoa học đầu tiên năm 1892.